# Kaspar Hügel
Kaspar Hügel (* 13. August 1906 in Lovrin, Komitat Temes, Königreich Ungarn, Österreich-Ungarn; † nach 1994) war ein österreichischer Pädagoge und während des Zweiten Weltkriegs Oberschulrat für das deutschsprachige Schulwesen im Königreich Rumänien.

## Leben
Hügel entstammte der Volksgruppe der Banater Schwaben und studierte Pädagogik, Psychologie und Deutsch in Cluj (deutsch Klausenburg) und München, wo er in der Jugendarbeit tätig war. Ab 1931 lehrte er an der deutschsprachigen Bildungseinrichtung Banatia in Timișoara. Hügel wurde 1940 zum „Leiter der Banater Gebietsstelle des Schulamtes“, 1941 folgte er Nikolaus Hans Hockl als „Leiter des Schulamtes der Deutschen Volksgruppe in Rumänien“ im Amt, mit dem Sitz in Brașov (deutsch Kronstadt). 
Bis zum Königlichen Staatsstreich im August 1944  war der nationalsozialistische Aktivist Oberschulrat für das deutschsprachige Schulwesen im Königreich Rumänien und zeichnete für die Gleichschaltung der Lehrervereinigungen zur „Deutschen Lehrerschaft“ verantwortlich. Hügel war bestrebt, die Lehrer mit nationalsozialistischem Gedankengut sowie seinen politischen und pädagogischen Zielvorstellungen vertraut zu machen. Das Schulamt kontrollierte das Handeln und die politische Einstellung der Lehrer.
Mit seiner Familie flüchtete Hügel vor den heranrückenden sowjetischen Truppen und ließ sich im österreichischen Lochau (Vorarlberg) nieder. Ab 1945 arbeitete er an österreichischen Schulen und ging 1963 als Direktorlehrer in Pension.

## Veröffentlichungen (Auswahl)
- Politik und Schule, München, 1978
- Bemerkungen zu Hans Wolfram Hockls zeitgeschichtlichen Veröffentlichungen, 1991, 10 S.
- Das dreigeteilte Banat 1944 bis heute, mit Stefan Heinz und Helmut Schneider, 1982, 168 S.
- Politik und Schule: pädagogische und kulturpolitische Abhandlungen eines donauschwäbischen Schulmannes (1933-1978), Band 7 von Donauschwäbisches Archiv, Arbeitsgemeinschaft Donauschwäbischer Lehrer, Verlag A.G. Donauschwäbischer Lehrer, 1978, 206 S.
- Das Schulwesen der Donauschwaben: Das Banater deutsche Schulwesen in Rumänien : Von 1918 - 1944, Band 17 von Donauschwäbisches Archiv, Arbeitsgemeinschaft Donauschwäbischer Lehrer, Südostdeutschen Kulturwerks, 1968, 177 S.
- Anekdotisches zur Zeitgeschichte: Kaspar Hügel über die Jahre 1919-1944, 1993, 18 S.
- Zwischen Volk und Vaterland: sieben Jahrzehnte Zeitgeschichte in den Erinnerungen eines südostdeutschen Schulmannes, Verlag K. Hügel, 1995, 199S.
- Das Banater deutsche Schulwesen in Rumänien von 1918 bis 1944, Band 23 von Veröffentlichungen des Südostdeutschen Kulturwerkes, Verlag des Südostdeutschen Kulturwerkes, 1968, 177 S.
- Abriss der Geschichte des donauschwäbischen Schulwesens: Mit den gesetzlichen Bestimmungen der Jahre 1941-1944 und anderen Dokumenten im Anhang, Verlag des Südostdeutschen Kulturwerks, 1957, 88S.
- Kleine Beiträge zur Zeitgeschichte der Banater Schwaben in Rumänien, 1994, 120 S.
- Die Donauschwaben in den Jahren 1930-1944: zur Geschichte eines südostdeutschen Volksstammes, Verlag K. Hügel, 1994, 107 S.
- Lovrin nach 1994: Beiträge zur Geschichte einer ehemals deutschen Gemeinde im rumänischen Banat, mit Hans Saal, Verlag Heimatortsgemeinschaft Lovrin, 1994, 307 S.